# Chrysosoma palapes
Chrysosoma palapes är en tvåvingeart som beskrevs av Hardy och Linda M. Kohn 1964. Chrysosoma palapes ingår i släktet Chrysosoma och familjen styltflugor. Inga underarter finns listade i Catalogue of Life.